# Тягар доказування
Тягар доказування (у широкому сенсі у суперечках) або тягар доведення (у юридичному сенсі) (лат. onus probandi, скорочено від Onus probandi incumbit ei qui dicit, non ei qui negat) — це обов'язок певної сторони дискусії до певної міри обґрунтувати свою позицію.

## Носій тягаря
Коли дві особи дискутують, і одна стверджує щось, що інша оскаржує, та, хто стверджує щось, зазвичай має тягар доказування, обґрунтувати своє твердження, а найпаче коли твердження ставить під сумнів існуючий статус-кво. Це також зазначено в бритві Гітченса, яка проголошує, що «те, що можна стверджувати без доказів, може бути відхилено без доказів». Карл Саган запропонував споріднено мірило — «виняткові твердження вимагають виняткових доказів» — яке відоме як стандарт Сагана.
Тоді як певні види обґрунтувань, як-от логічні силогізми, вимагають математичних або суворо логічних доказів, стандарт для доказів, який відповідає тягарю доказування, зазвичай визначається контекстом і стандартами та умовностями спільноти.
Філософські дебати можуть перерости в суперечку про те, на кого покладено тягар доказування твердження. Це зветься «теніс із тягарем» або «гра в обов'язок».

## Перенесення тягаря доказування
Один зі способів спроби перекласти тягар доказування — це вчинення логічної хиби, відомої як аргумент на підставі незнання. Це відбувається, коли судження вважається істинним, бо воно ще не доведено, або судження вважається хибним, бо воно ще не доведено.

## Доведення заперечення
Заперечне твердження протилежне стверджувальному або позитивному твердженням. Це обстоювання неіснування або вилучання чогось.
Негативне твердження може іти або не іти всупереч попередньому твердженню. Обґрунтування «доведення неможливості» або «доказ відсутності» є типовими методами виконання тягаря доказування для негативного твердження.

## Застосування

### На людях
Тягар доказування є важливою концепцією у формуванні громадських думок. Коли учасники розмови створюють спільні здогадки, механізм тягаря доказування допомагає забезпечити продуктивний внесок усіх осіб, використовуючи відповідні обґрунтування.

### У правознавстві
У правовому обговоренні одна особа спочатку вважається правою та отримує презумпцію невинуватості, тоді як друга особа несе тягар доказування. Коли особа, яка несе тягар доказування, виконує свій тягар, тягар доказування переходить на другу особу. Тягар може бути різним для кожної особи на різних етапах судового процесу. Тягар пред'явлення — це мінімальний тягар для надання принаймні достатньої кількості доказів, щоб особа, яка розглядає факти, могла обмірковувати оскаржуване твердження. :16–17Після того, як сторони впоралися з тягарем доказів і їх твердження обмірковується судом, що розглядає факти, вони мають тягар переконання — що було надано достатньо доказів, щоб переконати суддю, що розглядає факти, що одна з осіб має рацію. Існують різні стандарти переконливості, починаючи від переваги доказів, коли доказів достатньо, щоб схилити шальки терезів, до доказів поза презумпцією невинуватості, як у кримінальних судах Сполучених Штатів. :17
Тягар доказування зазвичай лежить на особі, яка стверджує щось у розмові. Це часто асоціюють із латинською максимою semper necessitas probandi incumbit ei qui agit, переклад якої в цьому контексті такий: «Необхідність доказів завжди лежить на особі, яка висуває звинувачення».
Особа, яка не несе тягар доказування, несе перевагу здогадки, що вона має рацію, вона вважається правою, доки тягар не буде перенесено після надання доказів особою, яка позивається. Прикладом є американська кримінальна справа, де існує презумпція невинуватості підсудного. Виконання тягаря доказування ефективно фіксує переваги здогадок, перекладаючи тягар доказування на іншу особу.